# Stella (serie televisiva)
Stella è una serie televisiva statunitense del 2005, creata da Michael Ian Black, Michael Showalter e David Wain.
La serie è stata trasmessa per la prima volta negli Stati Uniti su Comedy Central dal 29 giugno al 30 agosto 2005, per un totale di 10 episodi ripartiti su una stagione. Un adattamento italiano è stato trasmesso su Paramount Comedy dal 2 febbraio 2006.

## Trama
La serie segue Michael, Michael e David, tre uomini infantili in giacca e cravatta che vivono insieme in un appartamento di New York e apparentemente non hanno lavoro.

## Episodi
| Stagione       | Episodi | Prima TV USA | Prima TV Italia |
| -------------- | ------- | ------------ | --------------- |
| Prima stagione | 10      | 2005         | 2006            |

## Personaggi e interpreti
- Michael Ian Black, interpretato da Michael Ian Black.
- Michael Showalter, interpretato da Michael Showalter.
- David Wain, interpretato da David Wain.
- Jennifer, interpretata da Andrea Rosen.
- Amy, interpretata da Samantha Buck.
- Stacy, interpretata da Heidi Neurauter.